# Ruby Stokes
Ruby Stokes, née le 4 septembre 2000 à Hackney (Londres), est une actrice britannique.

## Biographie
Ruby May Stokes est originaire de Hackney, dans l'est de Londres. Elle a deux jeunes frères Clement et Seth qui sont apparus dans la série télévisée Angela Black (en) de ITV. Elle a fréquenté la BRIT School ainsi que le Young Actors Theatre Islington. Elle est devenue membre du London Youth Circus, qui fait partie du Centre National des Arts du Cirque de Londres. 
Elle joue dans la série "Lockwood and C°" produite par Netflix ,. 

## Filmographie

### Cinéma
- 2016 : Una de Benedict Andrews : Una Spencer, jeune
- 2019 : Rocks de Sarah Gavron : Agnes
- 2021 : Où est Anne Frank ! (Where Is Anne Frank) d'Ari Folman : Kitty (voix)
- 2021 : A Banquet de Ruth Paxton : Isabelle
- 2023 : Black Dog de George Jaques

### Télévision
- 2010 : Just William (en) : la fille grincheuse
- 2011 : Not Going Out (en) : Little Lucy
- 2014 : Da Vinci's Demons : Amelia (saison 2, épisodes 4 et 6)
- 2020 – 2022 : La Chronique des Bridgerton (Bridgerton) : Francesca Bridgerton (5 épisodes)
- 2023 : Lockwood and Co. : Lucy Carlyle (8 épisodes)
- 2023 : Les Incandescentes (en) (The Burning Girls) : Flo Brooks (mini-série)

### Ludographie
- 2022 : As Dusk Falls : Vanessa Dorland

## Voix francophones
En version française, Joséphine Ropion est la voix régulière de Ruby Stokes, lui prêtant sa voix successivement dans La Chronique des Bridgerton, Lockwood and Co. et Les Incandescentes (en).